# Oxynoemacheilus kosswigi
Oxynoemacheilus kosswigi és una espècie de peix pertanyent a la família dels balitòrids i a l'ordre dels cipriniformes.

## Etimologia
L'epítet kosswigi fa referència al biòleg i genetista turc Curt Kosswig.

## Descripció
Fa 8,3 cm de llargària màxima.

## Hàbitat i distribució geogràfica
És un peix d'aigua dolça, demersal i de clima subtropical, el qual viu a Àsia: els corrents de moderadament ràpids a gairebé estancats i amb substrat de fang i grava de les conques dels rius Kızılırmak i Iris  a la província de Sivas a Anatòlia (Turquia).

## Estat de conservació
És una espècie molt estesa i localment abundant dins la seua àrea de distribució geogràfica, encara que hom sospita que ha patit una davallada important de la seua població a causa de la construcció de moltes preses petites per a la generació d'energia hidroelèctrica (quelcom que augmentarà força en el futur). No obstant això, es distribueix també en molts petits rierols no afectats per aquesta mena de construccions. No hi ha accions de conservació establertes per a aquest peix.

## Observacions
És inofensiu per als humans, el seu índex de vulnerabilitat és baix (22 de 100) i la seua principal amenaça és la construcció de preses.